# Anders Lindbäck
Anders Lindbäck (Gävle, 3 maggio 1988) è un hockeista su ghiaccio svedese professionista che gioca nel ruolo di portiere. Dalla stagione 2012-2013 gioca nella National Hockey League con la squadra dei Tampa Bay Lightning.